# 拉格 (下萨克森州)
拉格（德語：Lage，發音：[ˈlaːɡə] ⓘ）是德国下萨克森州本特海姆伯国县的市镇，面积6.39平方千米，2023年12月31日人口为1,052人。當地有一個建于1687年的教堂、建于1270年的水车以及一個名為“红白拉格29”（Rot-Weiß Lage 29 e.V.）的體育俱樂部。